# Marcos García Barreno
Marcos García Barreno o Marquitos és un futbolista eivissenc que actualment juga al CD Ibiza Islas Pitiusas. Ha estat internacional amb les seleccions sub-16, sub-17, sub-20 i sub-21.

## Biografia
Nascut a Sant Antoni de Portmany, Eivissa, Illes Balears, Marquitos va ser un producte del sistema juvenil del Vila-real CF, i va debutar amb el primer equip el 24 de setembre de 2006 en una victòria a casa per 3-2 contra el Real Saragossa. Durant la temporada va ser una important arma d'atac per al cinquè classificat de la primera divisió i, en dos inicis, va marcar gols en victòries a casa davant el Reial Madrid (1–0) i el FC Barcelona (2–0), jugant. 90 minuts en ambdues ocasions.
No obstant això, Marquitos seria cedit per a la 2007-08 al Recreativo de Huelva també a la màxima divisió, on només va participar en la meitat dels partits de la campanya, amb un gol contra el Reial Múrcia (victòria a casa per 4-2). Va tornar al Vila-real només per ser cedit de nou immediatament, a la Reial Societat de Segona Divisió; va actuar molt durant aquest període, però l'equip basc no va aconseguir un retorn de primer nivell.
A finals de juliol de 2009, el Vila-real va alliberar Marquitos, qui va signar immediatament un contracte de quatre anys amb el Reial Valladolid de primer nivell, així com amb l'antic company César Arzo. El 17 d'octubre va tornar a marcar contra el Reial Madrid, encara que en una derrota per 4-2 fora de casa, però va aparèixer amb moderació durant tota la temporada, ja que el conjunt de Castella i Lleó va ser finalment descendit.
Marquitos va tornar al Vila-real l'estiu de 2010, cedit, però va ser assignat a la plantilla de reserva de la segona divisió. Va continuar competint en aquest nivell els anys següents, amb el Xerez CD, SD Ponferradina i el CE Sabadell FC.
L'any 2015 fora de temporada, a vint-i-vuit anys, Marquitos es va traslladar a l'estranger per primera vegada, unint-se al club polonès Miedź Legnica. El gener següent, es va traslladar a l'Ekstraklasa del país amb GKS Górnik Łęczna.
El setembre de 2016, Marquitos es va traslladar a la Lliga búlgara de futbol amb el PFC Beroe Stara Zagora. Va ser alliberat al desembre, i va tornar a Miedź.[

## Palmarès
- Subcampió d'Europa sub-17